# Screaming for Vengeance
| 전문가 평가   | 전문가 평가              |
| 평가 점수     | 평가 점수                |
| 출처          | 점수                     |
| ------------- | ------------------------ |
| AllMusic      | [ 2 ]                    |
| Blogcritics   | (favourable) (30th Ann.) |
| Decibel       | (mixed)                  |
| Metal Storm   | 10/10                    |
| PopMatters    | 7/10(30th Ann.)          |
| Martin Popoff | 9/10                     |
| Sputnikmusic  | 3.5/5                    |
| Terrorizer    | 5/5 (30th Ann.)          |

《Screaming for Vengeance》는 1982년 7월 1일, 컬럼비아 레코드에서 발매된 영국의 헤비 메탈 밴드 주다스 프리스트의 여덟 번째 스튜디오 음반이다. 이 밴드의 상업적 돌파구로 여겨지는 이 음반은 전 세계적으로 500만 장 이상 팔렸고, 캐나다에서뿐만 아니라 미국에서도 더블 플래티넘 인증을 받았다. 이 음반에는 히트 싱글 〈You've Got Another Thing Comin'〉이 포함되어 있는데, 이 음반은 이 밴드의 대표곡 중 하나가 되었고, 다년간 라디오를 즐겨듣게 되었다.
대한민국에서 최초로 정식 발매된 주다스 프리스트의 음반이다.

## 녹음 및 발매
스페인 이비사섬의 이비사 사운드 스튜디오에서 녹음된 《Screaming for Vengeance》는 이 기간 영국계 뮤지션들이 세무상 유럽 대륙에서 녹음하는 것이 일반적이었다(이 기간 미국 플로리다주 코코넛 그로브에 있는 비제이 레코딩 스튜디오와 베이쇼어 레코딩 스튜디오에서 믹싱과 오버덥이 이뤄졌다. 스타일리시하게 《Screaming for Vengeance》는 《British Steel》보다 더 하드하고 헤비한 사운드를 선보였고, 멜로디컬한 스타일의 《Point of Entry》의 방향을 따라 밴드가 곧은 헤비 록으로 빠르게 역방향으로 돌아가는 것을 보았다. 이 음반은 또한 프리스트 드러머가 2개 이상의 주다스 프리스트 음반에 연주한 최초의 음반이며, 데이브 홀랜드는 《British Steel》과 《Point of Entry》에서도 연주했다.
이 음반의 가장 상업적으로 성공한 곡인 〈You've Got Another Thing Comin'〉은 마지막 순간에 추가되었다. 기타리스트 K. K. 다우닝에 따르면, "우리는 음반에 꽤 만족했지만, 한 곡을 더 추가할 수 있다고 뒤늦게 결정했어요. 부품도 몇 개 있었지만 비제이 스튜디오에서 열리는 믹싱 세션에서 〈Another Thing Comin'〉을 완성하기 시작했습니다. 이 곡은 꽤 빨리 모였고, 좋은 드라이빙 노래처럼 들렸고 아마도 좋은 라디오 트랙처럼 들렸기 때문에 우리 모두 좋은 느낌을 가졌던 것으로 기억합니다."

## 곡 목록
모든 곡들은 특별한 언급이 없는 한 글렌 팁톤, 롭 핼퍼드 그리고 K. K. 다우닝에 의해 작사/작곡하였다.
| #  | 제목                                           | 재생 시간 |
| -- | ---------------------------------------------- | --------- |
| 1. | 〈The Hellion (기악)〉                         | 0:41      |
| 2. | 〈Electric Eye〉                               | 3:39      |
| 3. | 〈Riding on the Wind〉                         | 3:07      |
| 4. | 〈Bloodstone〉                                 | 3:51      |
| 5. | 〈(Take These) Chains (로버트 할리간 주니어)〉 | 3:07      |
| 6. | 〈Pain and Pleasure〉                          | 4:17      |

| #   | 제목                                | 재생 시간 |
| --- | ----------------------------------- | --------- |
| 7.  | 〈Screaming for Vengeance〉         | 4:43      |
| 8.  | 〈You've Got Another Thing Comin'〉 | 5:09      |
| 9.  | 〈Fever〉                           | 5:20      |
| 10. | 〈Devil's Child〉                   | 4:48      |

## 인증
| 국가                       | 인증        | 판매량/출하량 |
| -------------------------- | ----------- | ------------- |
| 캐나다 (뮤직 캐나다)       | 플래티넘    | 100,000^      |
| 미국 (RIAA)                | 2× 플래티넘 | 2,000,000^    |
| 전 세계 판매               |             | 2,500,000     |
| ^출하량을 기반으로 한 인증 |             |               |